# Marsdenia macrantha
Marsdenia macrantha là một loài thực vật có hoa trong họ La bố ma. Loài này được (Klotzsch) Schltr. mô tả khoa học đầu tiên năm 1913.